# 韋盧約山 (蒂基利亞卡區)
16°02′40″S 70°23′03″W / 16.04444°S 70.38417°W
韋盧約山（Wiluyu），是秘魯的山峰，位於該國東南部普諾大區，由普諾省的蒂基利亞卡區負責管轄，屬於安地斯山脈的一部分，海拔高度4,600米。